# Euklidisches Ei

Bedingung für euklidische Eier:
Die beiden Zentren der Kreisbögen und die Nahtstelle liegen auf einer gemeinsamen Geraden g. Die Kreisbögen k und e besitzen in die gemeinsame Tangente t

Ein euklidisches Ei ist ein ausschließlich aus Kreisbögen zusammengesetztes Oval mit genau einer Symmetrieachse. Dabei müssen die Kreisbögen an den Nahtstellen gemeinsame Tangenten besitzen, wodurch die von ihnen gebildete Kurve relativ glatt wirkt.
Aus Sicht der Analysis handelt es sich bei einem euklidischen Ei um eine glatte (ebene) Kurve. Wenn man das euklidische Ei stattdessen abschnittsweise anhand (eindimensionaler) Funktionen beschreibt, so liegen diese in der Differentiationsklasse {\displaystyle C^{1}}.
Die Existenz einer gemeinsamen Tangente an den Nahtstellen hat zur Folge, dass die Nahtstelle und die beiden Zentren der an ihr aufeinandertreffenden Kreisbögen auf einer gemeinsame Geraden liegen (siehe Zeichnung rechts).

Beispiele für euklidische Eier
Moss-Ei
Thom-Ei
5-Punkte-Ei
Goldenes Ei